# Little Things (singel)
Little Things (z ang. małe rzeczy) – debiutancki singel poppunkowego zespołu Good Charlotte z płyty Good Charlotte.
Klip przedstawia zespół w szkole wyższej. Na początku Joel „włamuje się” do centrum radiowęzła szkolnego. Potem zespół objeżdża małymi samochodami różne zakątki tej uczelni m.in. boisko do gry w baseballa. Pod koniec klipu wideo grupa śpiewa tę piosenkę na scenie, w sali gimnastycznej. Na koniec Paul zmienia nazwę szkoły na Good Charlotte.
Joel śpiewa w niej, że zespół, w którym gra jest jaki jest. Mimo tego, że byli uważani przez społeczeństwo za „tych gorszych” z różnych powodów np. z tego, że oni musieli jeździć do szkoły autobusem, a modni ludzie jeździli kabrioletami, czy też dlatego, że dostawali darmowe obiady. Nic tego nie zmieniało, nawet członkostwo w szkolnej drużynie baseballowej.
Singel był nagrywany w Lorne Park Secondary School w Mississauga w prowincji Ontario w Kanadzie. Na drzwiach szkolnego radiowęzła jest umieszczona tabliczka z napisem Donald Gilmore, który był producentem płyt Good Charlotte i Good Morning Revival. Dyrektorem widea był Nigel Dick. Dopiero rok po rozpoczęciu grania piosenki w radiu nagrano do niej wideo.

## Lista utworów

### Little Things Radio Single 2000
1. Little Things
2. Waldorf Worldwide (acoustic)

### Little Things/The Click
1. Little Things
2. The Click
3. Thank You Mom